# Diamantslijpersstraat
De Diamantslijpersstraat is een straat in Brugge.

## Beschrijving
Deze straat is een van de vijf straten doorheen de verkaveling, met 75 woningen en een ondergrondse garage, in 2000-2002 aangelegd op de gronden van de vroegere gevangenis van het Pandreitje.
De naam van deze straat herinnert aan de Brugse juwelier Lodewijk van Berken, van wie (wellicht wat overmoedig) wordt gezegd dat hij in de 15de eeuw het diamantslijpen uitvond. Hij beoefende alvast deze kunst. Het diamantslijpen, dat tot in de 20ste eeuw in verschillende ateliers in en rond Brugge actief werd beoefend, wordt hier herdacht op een plek waar destijds diamantairs en juweliers hun officina hadden.
De Diamantslijpersstraat loopt van de Stalijzerstraat naar de Goudsmedenstraat.